# Фельдкамп, Карл-Хайнц
Карл-Хайнц Фельдкамп (нем. Karl-Heinz Feldkamp; род. 2 июня 1934, Оберхаузен, Рейнская провинция) — немецкий футболист и тренер. В качестве тренера выиграл немецкую Бундеслигу и чемпионат Турции, становился победителем Кубка Германии.

## Тренерская карьера
Фельдкамп начал тренерскую карьеру в 1968 году. В Германии он тренировал дортмундскую «Боруссию», «Кайзерслаутерн», «Айнтрахт» Франкфурт и другие. В 1992-1993 годах тренировал «Галатасарай», а в 1999 году тренировал другой стамбульский клуб — «Бешикташ». Во время своего пребывания в стамбульском клубе в Фельдкамп помог «Галатасараю» создать конкурентоспособную команду с перспективной турецкой молодёжью. Под руководством Фельдкампа в «Галатасарае» выступали такие звезды как Хакан Шукюр, Бюлент Коркмаз, Хамза Хамзаоглу, Тугай Керимоглу и Мустафа Kocabey.
В июне 2007 года Фельдкамп вернулся в «Галатасарай», подписав трёхлетний контракт и сменив на посту главного тренера Эрика Геретса. 5 апреля 2008 года он ушел с этой должности из-за разногласий с правлением клуба. Президент «Галатасарая» Аднан Полат заявил, что Фельдкамп не будет главным тренером «Галатасарая» в сезоне 2008/09, но останется в клубе, отвечая за резервную команду и выступая в роли советника нового главного тренера.
26 ноября 2008 года Фельдкамп вернулся в «Галатасарай» в качестве консультанта, чтобы оказывать помощь менеджеру команды Михаэлю Скиббе.

## Достижения

### В качестве тренера
«Кайзерслаутерн»
- Чемпион Германии: 1990/91
- Обладатель Кубка Германии: 1989/90

«Галатасарай»
- Чемпион Турции (2): 1992/93, 2007/08
- Обладатель Кубка Турции: 1992/93
- Обладатель Суперкубка Турции (2): 1993, 2008